# 洪济院
36°58′53″N 112°40′00″E / 36.98139°N 112.66667°E
洪济院位于中国山西省武乡县故城镇东良村，已列为全国重点文物保护单位。

## 历史
元皇庆二年（1313年）、明成化六年（1470年）、弘治七年（1494年）、清雍正元年（1723年）、光绪三十年（1904年），洪济院均曾重修。

## 建筑
洪济院始建年代不详，寺院坐北朝南，前后两进院落，占地面积1036平方米，正院有戏楼、钟鼓楼、南殿、正殿等建筑，偏院有关公殿，山墙外有千佛塔。其中正殿为金代风格，余为明清建筑。东西配殿现已不存。
南殿（前殿）为明代遗构，面阔三间，进深六椽，单檐悬山顶。门额“永沐甘霖”。下部建有2米高的巨大砖石台基。殿内东、西山墙有三十余幅清末民初的佛教壁画，绘制十二圆觉菩萨和十六罗汉，人物表情各异。
正殿建于1.5米高的石基之上，面阔五间，进深六椽，单檐悬山顶，明间设板门，次间和稍间设直棂窗。斗拱粗壮，出檐深远，举折平缓。殿内东西山墙有大面积清代和民国佛教壁画，计五十余幅，包括“立坛祈雨”、“妙语桂花”等，是武乡县规模最大的一组壁画，简洁素雅，大多保存完好。东山墙壁画落款绘于民国三年（1914年）。
千佛塔位于正殿西侧，平面方形，砂岩质地，高约2米，每面下部有一大佛龛内一坐佛，周围布满密集的小佛龛、佛像，整齐排列，上置的方形攒尖塔檐和宝珠塔刹始自金代。
每年农历六月二十三为传统庙会。

## 保护
1980年8月1日，洪济院公布为山西省文物保护单位。
2001年6月25日，洪济院公布为第五批全国重点文物保护单位，编号5-252，古建筑类，年代为金至清。